# 塞舌尔黑鹦鹉
塞舌尔黑鹦鹉是塞舌爾特有的一種中等大小鸚鵡。這個物種曾被認為是非洲黑鸚鵡的亞種，但現在由世界鸟类学家联合会認定為獨立的物種。它們是塞舌爾的國鳥。
其种加词“nigra”意为“黑色的，暗色的”。

## 特徵
斯瑟馬島小鸚鵡呈灰黑色。它們長30厘米，比非洲黑鸚鵡較細小的淡色。

## 分佈及棲息地
斯瑟馬島小鸚鵡分佈在普拉蘭島，繁殖地限於瑪依谷地自然保護區（Vallée de Mai Nature Reserve）。自1988年起就發現它們走到庫瑞爾島（Curieuse Island）上覓食。它們棲息在林地、叢林及花園。

## 行為

### 食性
斯瑟馬島小鸚鵡主要吃果實、花朵及芽。在野外，它們喜歡吃當地特有的Vershaffeltia splendida及海椰子的花朵。培植的果實食物包括番石榴、番木瓜及三斂。

### 繁殖
斯瑟馬島小鸚鵡在樹穴中築巢，也會住在保育區的巢箱。

## 保育狀況
由於被獵殺及失去棲息地，斯瑟馬島小鸚鵡的數量減少達200-300隻，只餘下少於100對。雖然受到保護，但仍受到非法獵殺、與家八哥競爭及入侵的大家鼠的掠食所威脅。